# Petr Vakoč
Petr Vakoč (* 11. července 1992 Praha, Československo) je český profesionální cyklista jezdící za belgický tým Alpecin-Fenix. Mezi jeho největší úspěchy patří vítězství v druhé etapě závodu Kolem Polska 2014 a druhé místo na Mistrovství Evropy v silniční cyklistice do 23 let v Olomouci v roce 2013.
Do roku 2011 jezdil za tým ASC Dukla Praha. Následně jezdil ve švýcarském Centre mondial du cyclisme a francouzském CC Étupes. V roce 2013 přestoupil do české stáje Etixx-iHNed, odkud se v roce 2014 přesunul do týmu Omega Pharma-Quick Step.
Zúčastnil se mistrovství světa v Kodani, kde se umístil na 15. místě v časovce do 23 let. V roce 2015 poprvé startoval na Grand Tour: Giro d'Italia 2015, dojel na 116. místě.

## Úspěchy
2010
2. celkově na Tour du Pays de Vaud
1. ve 3. etapě
3.  na mistrovství Česka juniorů v silničním závodě
3. celkově na Závodě Míru
5. na jarním závodě Brno–Velká Bíteš–Brno
2011
1.  na mistrovství Česka do 23 let v časovce jednotlivců
2013
1. celkově na závodě Okolo Slovenska
1.  v soutěži mladých jezdců
1. celkově na Vuelta a la Comunidad de Madrid do 23 let
vítěz  bodovací soutěže
1. v 1. etapě
1. na Grandprix Královéhradeckého kraje
2. na mistrovství Evropy do 23 let v silničním závodě
2. na Memorial Van Coningsloo
3.  na mistrovství Česka do 23 let v časovce jednotlivců
4. celkově na Czech Cycling Tour
vítěz  bodovací soutěže
1. ve 4. etapě
4. na Memoriálu Jana Veselého
2014
2.  na mistrovství Česka v silničním závodě
2.  na mistrovství Česka v časovce jednotlivců
5. na Vuelta a Mallorca
1. na Akademickém mistrovství světa v silničním závodě
1. na Akademickém mistrovství světa v časovce jednotlivců
1. v 2. etapě Kolem Polska
2015
1.  na mistrovství Česka v silničním závodě
3.  na mistrovství Česka v časovce jednotlivců
3. Silniční cyklistika na Evropských hrách 2015 
1.  na Czech Cycling Tour
2016
1. na La Drôme Classic
1. na Classic Sud Ardèche
1. na Brabantském šípu
2. na Tour La Provence (vyhrál klasifikaci mladých jezdců)